# Ctenocella grandiflora
Ctenocella grandiflora är en korallart som först beskrevs av Elisabeth Deichmann 1936.  Ctenocella grandiflora ingår i släktet Ctenocella och familjen Ellisellidae. Inga underarter finns listade i Catalogue of Life.